# Cronologia degli eventi principali riguardanti la vita di Marco Aurelio
La cronologia degli eventi principali riguardanti la vita di Marco Aurelio elenca tutti quegli accadimenti importanti di questo imperatore romano, figlio adottivo di Antonino Pio, padre di Commodo, che regnò dal 161 all'anno della sua morte avvenuta nel 180.
Questa cronologia segue largamente quella fornita dal Birley nel suo Marcus Aurelius. La cronologia della corrispondenza con Marco Cornelio Frontone e vari altri lavori seguono invece principalmente l'opera di Champlin The Chronology of Fronto e Fronto and Antonine Rome. Il simbolo (?) indica che questa data risulta attualmente incerta.

## Cronologia
| Data                                 | Evento | Fonte | Monetazione |
| ------------------------------------ | --- | --- | --- |
| 121                                  | Marco Annio Vero, nonno di Marco Aurelio, fu eletto console ordinario per la seconda volta (II), dopo che in passato era consul suffectus e prima ancora, praefectus urbi | | |
| 26 aprile 121                        | Nasce Marco Aurelio a Roma | Historia Augusta, Marcus Aurelius, 1.5 | Ritratti dei genitori di Marco Aurelio, dal Promptuarii Iconum Insigniorum |
| 122 ca.                              | La sorella di Marco, Cornificia nacque | | |
| 124 ca.                              | Il padre di Marco, Marco Annio Vero (III) morì durante la sua pretura | | |
| 126                                  | Marco Annio Vero, nonno di Marco Aurelio, fu eletto console per la terza volta | | |
| 127                                  | Marco entrò a far parte dell'ordine equestre (equites) | Historia Augusta, Marcus Aurelius, 4.1 | |
| 128                                  | Marco divenne salius Palatinus | Historia Augusta, Marcus Aurelius, 4.2 | |
| 128                                  | Marco iniziò la sua prima educazione | Quintiliano, Institutio Oratoria 1.1.15–16 | |
| 132, dopo il 26 aprile               | Marco venne introdotto alla "filosofia" dal suo maestro e pittore Diogneto | Historia Augusta, Marcus Aurelius, 2.6, cfr. Marco Aurelio, Colloqui con se stesso 1.6                                                                    | |
| 133                                  | Marco iniziò la sua educazione superiore | | |
| 136 ca., 17 marzo                    | Marco prese la toga virilis | Historia Augusta, Marcus Aurelius, 4.5 | |
| 136, dopo il 26 aprile               | Marco si fidanzò con Ceionia Fabia, figlia di Lucio Elio Cesare | Historia Augusta, Marcus Aurelius, 4.5 | |
| 136, dopo il 26 aprile               | Marco divenne praefectus urbi durante le feriae latinae | Historia Augusta, Marcus Aurelius, 4.6 | |
| 136                                  | Marco incontrò lo stoico, Apollonio di Calcide | Historia Augusta, Marcus Aurelius, 2.7 | |
| 136                                  | Lucio Ceionio Commodo fu adottato dall'imperatore romano, Adriano, diventando Lucius Aelius Caesar | Historia Augusta, Hadrianus, 23.11 | RIC Hadrianus, II, 987; BMCRE 1847; Cohen 2 var. (Hadrian è laureato). |
| 136                                  | Cornificia sposò Gaio Ummidio Quadrato Anniano Vero (?) | Historia Augusta, Marcus Aurelius, 4.7 e 7.4 | |
| 136                                  | Adriano costrinse suo cognato Lucio Giulio Urso Serviano e il di lui suocero, Gneo Pedanio Fusco Salinatore, a suicidarsi | Historia Augusta, Hadrianus, 15.8, 23.2–3, 23.8 e 25.8; Cassio Dione, 69, 17.1–3                                                                          | |
| 137                                  | Lucio Elio Cesare si recò in Pannonia | Historia Augusta, Hadrianus, 23.13 | RIC Hadrianus, II, 1071; BMCRE 1936 (Hadrian); Cohen 25. |
| 1º gennaio 138                       | Lucio Elio Cesare morì | Historia Augusta, Hadrianus, 23.16; Historia Augusta, Aelius, 4.7                                                                                         | |
| 24 gennaio 138                       | Adriano scelse come suo successore Tito Aurelio Fulvio Boionio Arrio Antonino, zio materno di Marco Aurelio | Historia Augusta, Hadrianus, 24.1 e 26.6–10 | |
| 25 febbraio 138                      | Antonino accettò la scelta di Adriano e venne adottato | Historia Augusta, Marcus Aurelius, 1.5 e Historia Augusta, Antoninus Pius, 4.6                                                                            | RIC Hadrianus, II, 1088b. |
| 25 febbraio/26 aprile 138            | Antonino Pio adottò Marco e Lucio Ceionio Commodo | Cassio Dione, 69, 21.1–2; Historia Augusta, Aelius, 5.12 e 6.9; Historia Augusta, Hadrianus, 24.1, 26.6–10; Historia Augusta, Marcus Aurelius, 5.1, 5.5–6 | RIC Antoninus Pius, III 417a; RSC 15. |
| 25 febbraio/26 aprile 138            | Faustina si fidanzò con Lucio Ceionio Commodo | Historia Augusta, Aelius, 6.9 | |
| 25 febbraio/26 aprile 138            | Marco si trasferì nella residenza di Adriano a Roma | Historia Augusta, Marcus Aurelius, 5.3 | |
| 25 febbraio/26 aprile 138            | Marco fu nominato questore per il 139 | Historia Augusta, Marcus Aurelius, 5.6 | |
| 25 febbraio/26 aprile 138            | Antonino Pio fu nominato console per il 139 | Historia Augusta, Marcus Aurelius, 5.6 | |
| 10 luglio 138                        | Adriano morì a Baiae e Antonino Pio divenne imperatore | Historia Augusta, Hadrianus, 26.6; Historia Augusta, Antoninus Pius, 5.1                                                                                  | |
| 10 luglio 138                        | Il fidanzamento di Marco con Ceionia Fabia e quello di Lucio con Faustina furono annullati | | |
| 138, dopo il 10 luglio               | Marco si fidanzò con Faustina | Historia Augusta, Marcus Aurelius, 6.2; Historia Augusta, Lucius Verus, 2.3                                                                               | |
| 138, dopo il 10 luglio               | Adriano fu deificato | Historia Augusta, Hadrianus, 27.2; Historia Augusta, Antoninus Pius, 5.1                                                                                  | |
| 138, dopo il 10 luglio               | Antonino venne nominato Pius | Historia Augusta, Hadrianus, 27.4, cfr. Historia Augusta, Antoninus Pius, 2.2–7                                                                           | |
| 139                                  | Pius consul | | |
| 139                                  | Marco divenne questore | Historia Augusta, Marcus Aurelius, 5.6; Historia Augusta, Antoninus Pius, 6.9                                                                             | |
| 139                                  | Marco fu designato console per il 140 | Historia Augusta, Marcus Aurelius, 6.3; Historia Augusta, Antoninus Pius, 6.9                                                                             | |
| 139                                  | Marco divenne sevir turmarum equitum Romanorum | Historia Augusta, Marcus Aurelius, 6.3 | |
| 139                                  | Marcus divenne princeps iuventutis, prendendo il nome di Caesar, e si unisce ai principali collegi sacerdotali | Historia Augusta, Marcus Aurelius, 6.3 | |
| 139                                  | Marco va ad abitare nel palazzo di Antonino Pio | Historia Augusta, Marcus Aurelius, 6.3 | |
| 139                                  | Marco inizia il suo ultimo percorso educativo | | |
| 140                                  | Marco divenne console per la prima volta, insieme ad Antonino Pio | Historia Augusta, Marcus Aurelius, 6.4 | |
| 140                                  | Muore l'Augusta Faustina, madre adottiva di Marco Aurelio, e viene divinizzata | | RIC Antoninus Pius, III 343 (Pius); RSC 1. |
| Gennaio 143                          | Erode Attico, insegnante di Marco, divenne console | | |
| Luglio-Agosto del 143                | Marco Cornelio Frontone, insegnante di Marco, divenne consul suffectus | Ad Marcum Caesarem, 2.9–12 | |
| Gennaio 145                          | Marco ottenne il consolato per la seconda volta insieme a Antonino Pio | | |
| Tarda primavera del 145              | Marco sposò Faustina | Historia Augusta, Marcus Aurelius, 6.6; Historia Augusta, Antoninus Pius, 10.2                                                                            | |
| 30 novembre 147                      | Domitia Faustina nacque a Faustina e Marco | Inscriptiones Italiae 13.1.207; cfr. Historia Augusta, Marcus Aurelius, 6.6, Erodiano, Commodo, I, 8.3                                                    | |
| 1º dicembre 147                      | Il Cesare, Marco, ottenne la tribunicia potestas | Historia Augusta, Marcus Aurelius, 6.6 | asse della zecca di Roma antica (del 151-152), RIC III, 1308a (Antoninus Pius); BMCRE 1917 (Antoninus Pius); Cohen 653. |
| 1º dicembre 147                      | Faustina fu nominata Augusta | Historia Augusta, Marcus Aurelius, 6.6 | |
| 149                                  | Una coppia di gemelli nacque a Faustina e Marco; entrambi morirono entro la fine dell'anno | | |
| 7 marzo 150                          | Lucilla nacque a Faustina e Marco | | |
| 152                                  | Cornificia morì | Inscriptiones Italiae 13.1.207 | |
| 152                                  | Lucio Verro fu designato questore per il 153 | | |
| 152                                  | Tiberio Elio Antonino nacque (?) | Inscriptiones Italiae 13.1.207 | |
| 153                                  | Lucio ricoprì la carica di questore | Historia Augusta, Antoninus Pius, 6.10 e 10.3; Historia Augusta, Lucius Verus, 2.11, 3.1–3                                                                | |
| 154                                  | Lucio ottenne il consolato | Historia Augusta, Antoninus Pius, 10.3; Historia Augusta, Lucius Verus, 3.3                                                                               | |
| 155                                  | Gaio Aufidio Vittorino, genero di Marco Cornelio Frontone e amico di Marco Aurelio, ottenne il consolato | | |
| 155–61                               | La madre di Marco, Domizia Lucilla, morì | | |
| 161                                  | Marco ottenne il consolato per la terza volta, questa volta insieme a Lucio Vero | | |
| 7 March 161                          | Antonino Pio morì | Cassio Dione, 71.33.4–5; cfr. Historia Augusta, Marcus Aurelius, 7.3; Historia Augusta, Antoninus Pius, 12.4–7                                            | |
| 7 March 161                          | Marco e Lucio divennero imperatori; si celebra la concordia Augustorum | Historia Augusta, Marcus Aurelius, 7.3 e 7.5; Historia Augusta, Lucius Verus, 3.8                                                                         | RIC Lucius Verus e Marcus, 1283; MIR 18, 16-16/11; Banti 18; BMCRE 857; Cohen 27. |
| 161, dopo la morte di Antonino Pio   | Marco promise come sposa a Lucio la figlia undicenne, Lucilla, nonostante formalmente fosse suo zio | Cassio Dione, 71.1, 3; 73.4.4–5 | |
| 31 agosto 161                        | Nacquero due gemelli a Marco e Faustina a Lanuvio: Tito Aurelio Fulvio Antonino e Lucio Elio Aurelio Commodo | Historia Augusta, Commodus, 1.2; Birley 1990, pp. 145-146 cita Mattingly 1940, Marcus Aurelius and Lucius Verus, nos. 155 ss.; 949 ss.                    | |
| fine estate o inizio autunno del 161 | Il cambio al vertice dell'Impero romano sembra abbia incoraggiato Vologase IV di Partia a compiere la prima mossa a aggredendo il Regno d'Armenia, alleato dell'Impero romano ed installando un re fantoccio di suo gradimento, Pacoro III, un arsacide come lui. Fu l'inizio delle ostilità tra Romani e Parti | Cassio Dione, 71, 2.1; Luciano di Samosata, 21; 24-25. | |
| estate del 162                       | Il Senato diede il suo assenso e Lucio Vero partì per il fronte orientale, lasciando Marco Aurelio a Roma, perché la città «ha chiesto la presenza di un imperatore». (vedi Cronologia delle campagne partiche di Lucio Vero) | Historia Augusta, Marcus Aurelius, 8.9 | |
| estate del 162                       | Marco si ritirò per quattro giorni ad Alsium, nota località turistica sulle coste dell'Etruria, ma a causa delle numerose preoccupazioni non riuscì a rilassarsi. | | |
| autunno/inverno del 163 o del 164    | Lucilla venne accompagnata dalla madre Faustina, insieme ad uno zio di Lucio, Marco Vettuleno Civica Barbaro, fino in Oriente. Marco che avrebbe voluto accompagnare la figlia fino a Smirne, in realtà non andò oltre Brindisi. | Historia Augusta, Marcus Aurelius, 9.4-6; Historia Augusta, Lucius Verus, 7.7                                                                             | |
| 164                                  | Marco assunse il titolo di Armeniacus. | AE 1998, 1622; AE 1998, 1625, AE 1998, 1626; AE 1966, 517.                                                                                                | Roman Imperial Coinage Marcus Aurelius, III, 142. Roman Imperial Coinage, Marcus Aurelius, III, 92; MIR 18, 88-4/30; RSC 469. |
| 166                                  | Marco assunse il titolo vittorioso di Medicus, la IV salutatio imperatoria oltre al titolo il Parthicus Maximus. | Historia Augusta, Lucius Verus, 7.2; Historia Augusta, Marcus Aurelius, 9.2; ILS 1098; AE 1897, 124.                                                      | Roman Imperial Coinage, Marcus Aurelius, III, 163. Roman Imperial Coinage, Marcus Aurelius, III, 174; MIR 18, 149-2/37; Calicó 1995. |
| 166                                  | L'esercito romano di ritorno dalla guerra vittoriosa in Oriente, portò con sé una terribile pestilenza, in seguito conosciuta come la "peste antonina", che si diffuse per quasi un ventennio, mietendo milioni di vittime. | Cassio Dione, 72, 14.3-4 | |
| 166                                  | Marco accetta il titolo onorifico di Pater Patriae | | |
| 12 ottobre 166                       | Al ritorno dalla campagna militare, Lucio ottenne il trionfo, insieme al fratello Marco. In questa circostanza vennero elevati al rango di Cesari i due figli di Marco, Commodo di cinque anni e Marco Annio Vero di tre. | | |
| fine 166/inizi 167                   | Vi fu un primo scontro lungo le frontiere della Pannonia e della Dacia. Hanno inizio le guerre marcomanniche (cfr. Cronologia delle guerre marcomanniche) | | |
| 168                                  | Marco e Lucio Vero, ormai diffidenti nei confronti dei barbari aggressori, si recarono nella lontana fortezza legionaria di Carnuntum per rendersi conto di persona della minaccia germanica. | | |
| inizi del 169                        | Lucio Vero morì in seguito ad un attacco apoplettico non molto distante da Aquileia. | Historia Augusta, Marcus Aurelius, 14.8; Historia Augusta, Lucius Verus, 9.11                                                                             | |
| 169 primavera/estate                 | Marco diede alla figlia Lucilla, rimasta vedova di Lucio Vero, un nuovo marito, il fedele Tiberio Claudio Pompeiano, conferendogli il titolo di Cesare. | Cassio Dione, 72-2, 3; 73-4,5 e 20,1; 74-3, 1,2. | |
| 169 primavera/estate                 | Marco trascorse l'estate nella sua villa di Praeneste, dove perse uno dei suoi figli, Marco Annio Vero Cesare, di sette anni. | Historia Augusta, Marcus Aurelius, 21.3-4 | |
| inizi del 170                        | La morte prematura di Lucio e il venir meno ai patti da parte dei barbari, portò una massa mai vista prima d'ora, a riversarsi in modo devastante nell'Italia settentrionale fin sotto le mura di Aquileia. | Cassio Dione, 72, 2.2-3.1; Ammiano, 29, 6.1 | |
| inizi del 170                        | Contemporaneamente seconda invasione invase la Mesia, la Macedonia, spingendosi fino in Grecia, dove riuscirono a saccheggiare il santuario di Eleusi. | | |
| 170-175                              | Marco combatté una prima fase della guerra contro le popolazioni barbariche del Nord che durò fino alla rivolta di Avidio Cassio. Durante questa fase Marco trascorse tre dei cinque anni nel "quartier generale" di Carnuntum, e iniziò l'occupazione della Marcomannia. In seguito trascorse i restanti due anni tra le fortezze legionarie di Brigetio ed Aquincum, oltreché nella città di Sirmium, di fronte ai territori di Quadi e Sarmati iazigi.                                                          | Historia Augusta, Marcus Aurelius, 24.5 | Le monete celebrano anche la "GERMANIA SVBACTA" Roman Imperial Coinage Marcus Aurelius, III, 1054. Roman Imperial Coinage Marcus Aurelius, III, 357 corr. (no P P); MIR 18, 322-2/35; Calicó 2017; BMCRE 674; Cohen. Roman Imperial Coinage, Marcus Aurelius, III, 1184; MIR 18, 370-6/37; Banti 64. |
| 175 primavera/estate                 | Gaio Avidio Cassio, uno dei migliori comandanti militari romani, distintosi nella guerra contro i Parti, spinto dalla falsa notizia della morte di Marco a seguito di una grave malattia, si proclamò imperatore. Tre mesi dopo, quando il Senato romano proclamò Cassio hostis publicus, Avidio fu ucciso dai suoi stessi soldati, dopo soli 100 giorni di potere. | Cassio Dione, 72, 24-31; Historia Augusta, Marcus Aurelius, 22.8; Historia Augusta, Avidius Cassius, 7.4                                                  | |
| 175 primavera/estate                 | Marco, a causa della ribellione di Cassio, fu costretto ad abbandonare la guerra contro Sarmati e Marcomanni per recarsi in Oriente. In seguito a questi eventi Marco ricevette il titolo vittorioso di Sarmaticus (o forse di Sarmaticus Maximus) e l'ottava acclamazione ad imperator. | Historia Augusta, Marcus Aurelius, 25.1; AE 1897, 124; BCTH-1901-107; CIL III, 6578.                                                                      | Roman Imperial Coinage Marcus Aurelius, III, 1188. Roman Imperial Coinage Marcus Aurelius, III, 1188; MIR 18, 372a-19/50; Cohen 170. |
| luglio 175                           | Marco visitò le province orientali. Partito da Sirmio (luglio 175), dopo essere passato per Bisanzio, Nicomedia, Prusia ad Hypium e per Ancyra, giunse a Tarso, sostando in Cilicia. Poco dopo aver passato la località di Tanya, in Cappadocia, in un villaggio di nome Halala, Faustina morì in circostanze poco chiare. Marco ripartì per la Siria, forse fermandosi a visitare la città di Antiochia. | Historia Augusta, Marcus Aurelius, 25 e 26. | |
| estate 176                           | Riprese il suo viaggio per giungere in Egitto, dove ricevette una delegazioni dei Parti. | Historia Augusta, Marcus Aurelius, 25 e 26, Ammiano, 22, 5.5.                                                                                             | |
| 27 novembre 176                      | Marco decise di associare al trono imperiale il figlio Commodo, l'unico maschio superstite tra i suoi figli (dopo la morte del giovane Marco Vero Cesare e quella di alcuni nipoti), nominandolo Augusto e concedendogli la tribunicia potestas e l'imperium. | Historia Augusta, Commodus, 12.4; Historia Augusta, Marcus Aurelius, 27.5.                                                                                | |
| 23 dicembre 176                      | Marco e il figlio, Commodo, celebrarono il trionfo sulla genti germaniche (de germanis) e sarmatiche (de sarmatis). A Marco vennero tributati: una Colonna, una statua equestre e un arco trionfale. | Historia Augusta, Commodus, 12.5; Historia Augusta, Marcus Aurelius, 16.1-2 e 17.3.                                                                       | RIC Marcus Aurelius, III, 1184; MIR 18, 370-6/37; Banti 64. RIC Commodus, III 633 (M.Aurelius); MIR 18, 396-12/37; Calicó 2236. |
| 177                                  | All'inizio dell'anno, Marco, a seguito della rivolta di Avidio Cassio, decise di associare al trono imperiale il figlio Commodo, nominandolo Augusto e concedendogli la tribunicia potestas e l'imperium. Marco celebrò, quindi, il matrimonio di Commodo con Bruzia Crispina. | Historia Augusta, Marcus Aurelius, 27.5-12; Cassio Dione, 71.31.1.                                                                                        | |
| 177                                  | I combattimenti ripresero già nella prima parte dell'anno lungo il limes pannonicus. In seguito a questi eventi Marco ricevette la IX acclamazione imperatoria. | CIL VIII, 26250 | |
| fine del 178                         | Marco fu costretto a fare ritorno lungo il fonte pannonico. | Cassio Dione, 72, 11.3-5. | |
| 179                                  | Marco condusse l'ultima campagna militare in Marcomannia. Al termine di questa campagne ricevette la decima acclamazione ad imperator. | Cassio Dione, 72, 20.2 | |
| 17 marzo 180                         | Marco morì a circa cinquantanove anni, secondo Aurelio Vittore nella città-accampamento di Vindobona (Vienna). Secondo invece quanto riferisce Tertulliano, uno storico e apologeta cristiano suo contemporaneo, sarebbe invece deceduto sul fronte sarmatico, non molto distante da Sirmio (odierna Sremska Mitrovica, nell'attuale Serbia). Il Birley ritiene infatti che Marco potrebbe essere morto a Bononia sul Danubio (che per assonanza ricorda la località di Vindobona), venti miglia a nord di Sirmio. | Aurelio Vittore, De Caesaribus, 16; Tertulliano, 25; Historia Augusta, Marcus Aurelius, 28; Cassio Dione, 72, 33.                                         | RIC RIC III 661 (Commodus); MIR18, 488-6/10; Banti 52; BMCRE 397 (Commodus); Cohen 95. RIC III 662 (Commodus); MIR 18, 487-6/10; Banti 53. |